# Arianne Hartono

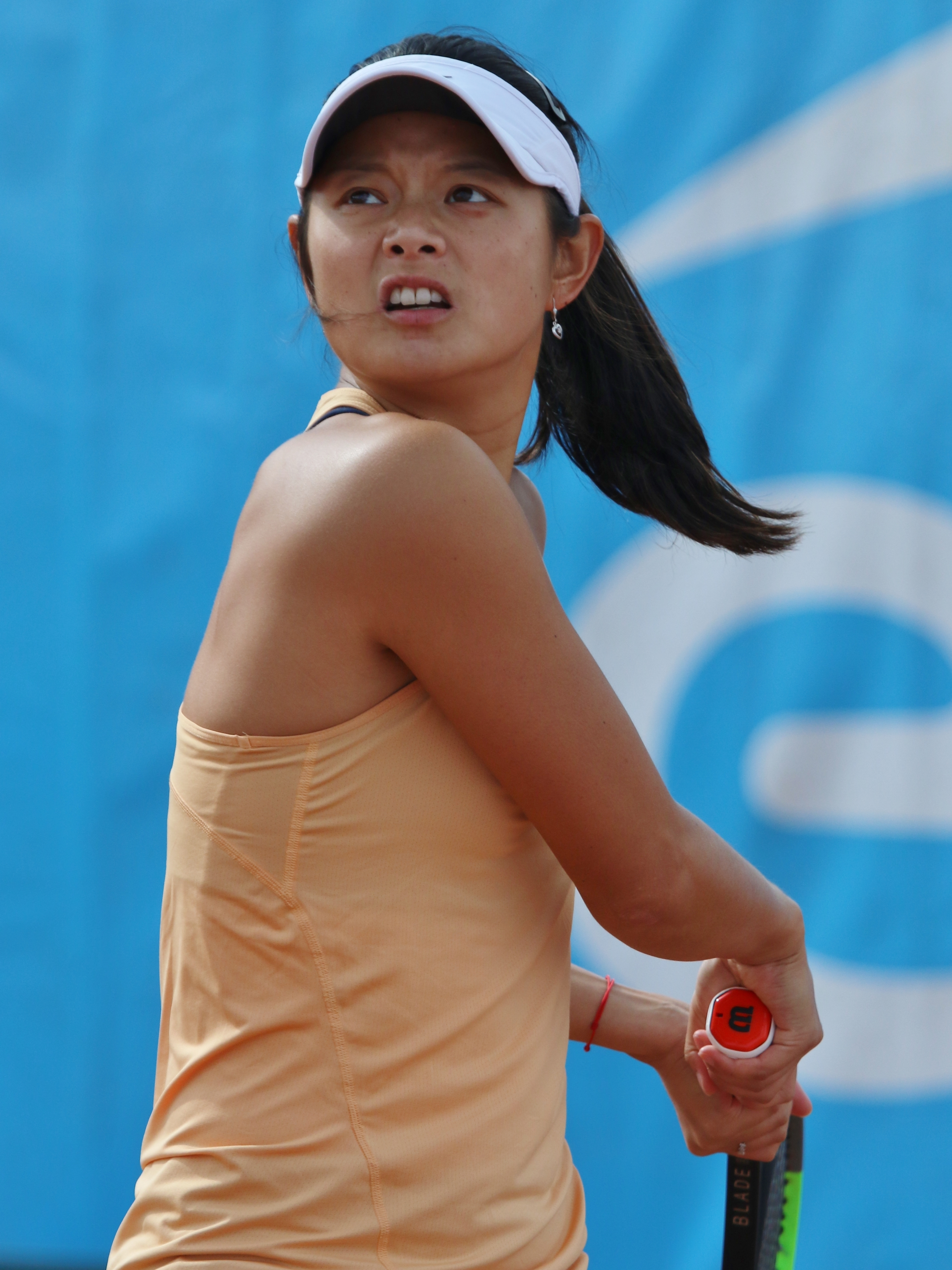
Biarritz 2021

Arianne Hartono (Groningen, 21 april 1996) is een tennisspeelster uit Nederland, van Chinees/Indonesische afkomst. Hartono speelt rechtshandig en heeft een tweehandige backhand. Haar favoriete ondergrond is hardcourt. Zij is actief in het internationale tennis sinds 2014.

## Studie
Hartono spreekt zes talen en heeft een studie psychologie afgerond aan de Universiteit van Mississippi in Oxford. Zij speelde daar bij het Ole Miss Rebels tennisteam, vanwaaruit zij in 2018 het NCAA-kampioenschap won. Datzelfde jaar won zij de Honda Sports Award voor de beste college-tennisspeelster.

## Loopbaan
In 2016 won Hartono haar eerste ITF-titel, op het dubbelspeltoernooi van Antalya, samen met de Nieuw-Zeelandse Paige Mary Hourigan. In 2018 won zij haar eerste enkelspeltitel, op het ITF-toernooi van Jakarta.
In september 2021 had Hartono haar debuut op het WTA-circuit, op het toernooi van Luxemburg – daar won zij haar openingspartij van de Duitse Anna-Lena Friedsam.
In januari 2022 verwierf Hartono zich via het kwalificatietoernooi een plek in de hoofdtabel van het Australian Open, waarmee zij debuteerde op de grandslamtoernooien. Later in januari kwam zij binnen op de top 150 van het dubbelspel. In augustus won zij haar eerste grandslampartij, op het dubbelspel van Wimbledon samen met landgenote Demi Schuurs.
In januari 2024 kwam Hartono ook in het enkelspel binnen op de top 150. Zij stond in februari voor het eerst in een WTA-finale, op het dubbelspeltoernooi van Mumbai, samen met de Indiase Prarthana Thombare – zij verloren van het koppel Dalila Jakupović en Sabrina Santamaria.

## Posities op deWTA-ranglijst
Positie per einde seizoen:
| jaar | rang enkelspel | rang dubbelspel |
| ---- | -------------- | --------------- |
| 2016 | –              | 972             |
| 2017 | –              | 1080            |
| 2018 | 668            | 819             |
| 2019 | 415            | 485             |
| 2020 | 400            | 421             |
| 2021 | 202            | 153             |
| 2022 | 188            | 127             |
| 2023 | 180            | 192             |

## Resultaten grandslamtoernooien
| Legenda | Legenda                          |
| ------- | -------------------------------- |
| g.t.    | geen toernooi gehouden           |
| l.c.    | lagere categorie                 |
| –       | niet deelgenomen                 |
| G       | uitgeschakeld in de groepsfase   |
| 1R      | uitgeschakeld in de eerste ronde |
| 2R      | uitgeschakeld in de tweede ronde |
| 3R      | uitgeschakeld in de derde ronde  |
| 4R      | uitgeschakeld in de vierde ronde |
| KF      | uitgeschakeld in de kwartfinale  |
| HF      | uitgeschakeld in de halve finale |
| F       | de finale verloren               |
| W       | het toernooi gewonnen            |
| w-v     | winst/verlies-balans             |

### Enkelspel
| toernooi        | 2022 | 2023 | 2024 |
| --------------- | ---- | ---- | ---- |
| Australian Open | 1R   | 1R   | –    |
| Roland Garros   | –    | –    | –    |
| Wimbledon       | –    | –    | –    |
| US Open         | –    | –    |      |

### Vrouwendubbelspel
| toernooi        | 2022 |
| --------------- | ---- |
| Australian Open | –    |
| Roland Garros   | –    |
| Wimbledon       | 2R   |
| US Open         | –    |

## Palmares
| Legenda                 |
| ----------------------- |
| Grandslamtoernooi       |
| Olympische Spelen       |
| Year-End Championships  |
| Premier Mandatory       |
| Premier Five / WTA 1000 |
| Premier / WTA 500       |
| International / WTA 250 |
| Challenger / WTA 125    |

### WTA-finaleplaatsen enkelspel
geen

### WTA-finaleplaatsen vrouwendubbelspel
| nr.              | finale     | toernooi    | ondergrond | partner            | tegenstandsters                     | score            |         |
| ---------------- | ---------- | ----------- | ---------- | ------------------ | ----------------------------------- | ---------------- | ------- |
| gewonnen finales |            |             |            |                    |                                     |                  |         |
| geen             |            |             |            |                    |                                     |                  |         |
| verloren finales |            |             |            |                    |                                     |                  |         |
| 1.               | 2024-02-11 | WTA Mumbai  | hardcourt  | Prarthana Thombare | Dalila Jakupović Sabrina Santamaria | 4-6, 3-6         | details |
| 2.               | 2025-02-09 | WTA Mumbai  | hardcourt  | Prarthana Thombare | Amina Ansjba Jelena Pridankina      | 6-7, 6-2, [7-10] | details |
| 3.               | 2025-07-13 | WTA Newport | gras       | Prarthana Thombare | Carmen Corley Ivana Corley          | 6-7, 3-6         | details |